# Gerard Kuiper
Pour les articles homonymes, voir Kuiper.
Gerard Kuiper (/ˈkœy.pər/), né Gerrit Pieter Kuiper le 7 décembre 1905 à Harenkarspel aux Pays-Bas et mort le 23 décembre 1973 à Mexico, est un astronome néerlandais et américain. Né et formé aux Pays-Bas, il arriva aux États-Unis en 1933 et devint citoyen américain en 1937.
Il est surtout connu pour avoir découvert la ceinture de Kuiper, une région située au-delà de l'orbite de Neptune où se trouvent de nombreux astéroïdes et autres corps célestes. Kuiper a également contribué à la théorie de la formation des planètes à partir d'une nébuleuse primitive. Il est considéré comme l'un des fondateurs de la planétologie moderne.

## Biographie
Gerard Kuiper fut le directeur des observatoires Yerkes et McDonald.
Il découvrit deux autres satellites dans le système solaire, Miranda, une lune d'Uranus (1948), et Néréide, une lune de Neptune (1949). Il suggéra également l'existence d'une ceinture d'astéroïdes en dehors de l'orbite de Neptune, appelée à présent la ceinture de Kuiper, ce qui fut confirmé par la suite.
Il mit en évidence la présence de méthane dans l'atmosphère du satellite Titan en 1944 et du dioxyde de carbone dans celle de Mars en 1947. Il participa également à l'identification du spectre en absorption de la glace d'eau dans les calottes polaires de Mars et des anneaux de Saturne.
En 1959, il reçut la maîtrise de conférences Henry Norris Russell de la Société américaine d'astronomie.
Dans les années 1960, il aida l'identification du site d'atterrissage sur la Lune du programme Apollo.
Il a découvert des étoiles binaires qu'on identifie sous Kuiper numbers ou KUI 79.
Il avait étudié la possibilité de créer un télescope à Hawaï, mais son projet n'a pas été retenu ce qui l'a rendu furieux, il avait de nombreux projets et la NASA craignait qu'il ne puisse pas réaliser celui-là[pas clair],.

## En mémoire de Kuiper
Plusieurs cratères, un sur la Lune (autrefois appelé Bonpland E), un sur Mars et un sur Mercure, ainsi qu'un astéroïde, (1776) Kuiper, furent nommés en son honneur.

La NASA nomme en 1974 son Lockheed C-141 Starlifter « Kuiper Airborne Observatory » en sa mémoire. L'avion est équipé d'un télescope de type Cassegrain.

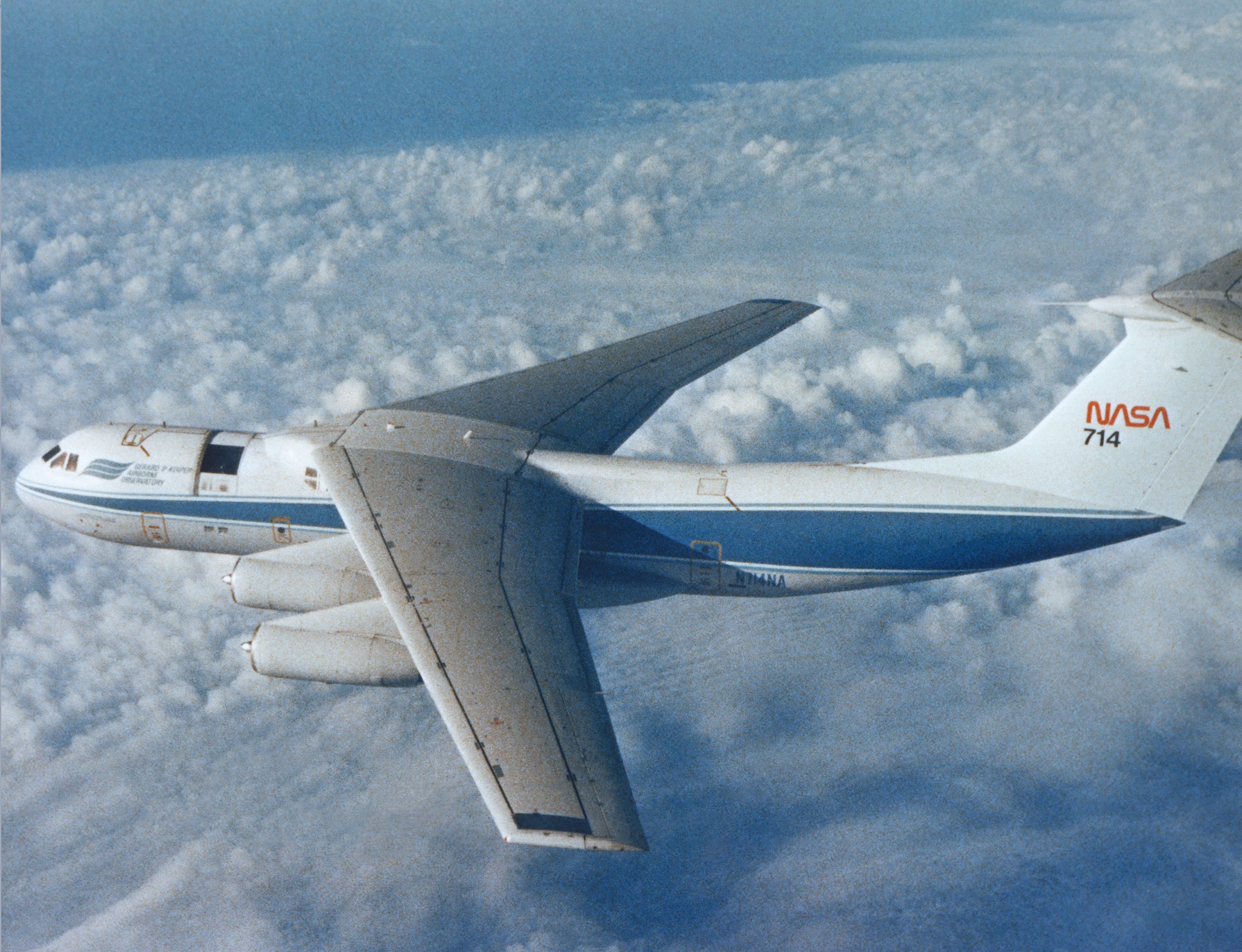
Kuiper Airborne Observatory.

Le prix Gerard-P.-Kuiper est décerné depuis 1984 par l'American Astronomical Society dans la division de Planetary Sciences.